# Джекі Лью
Джекі Лью (Eng. Jacky Liew, китайською: 廖城兰, народився 3 серпня), його псевдонім Сі Гонззі (китайська: 食公子). Він відомий продовольчий критик, оглядач їжі, письменник, продюсер. Він також був першою людиною, відомою як гурман в Малайзії.

## Життя
У 2008 році він нагородив і визнав P.M.C нагороду за досконалість соціальної служби від 10-го Ян ді-Пертуан Агонг Малайзії. Він також був одержувачем значків світового гурмана їжі з французької мови. У 2011 році він отримав чудову паперову премію в Міжнародному симпозіумі Китаю.

## Кар'єра
Джекі Лью народилася в Малайзії, його прабатьківщина — Гуандун Китай. З 1996 року він почав свою кар'єру як журналіст і оглядач журналів про подорожі та кулінарні огляди. Він був викладачем сільськогосподарського коледжу в 2002. У 2006 році, він був національним координатором бізнесу в Наньян пресі.

## Книжкові твори
По-справжньому Малакка Перанакан (Eng. Truly Nyonya Malacca) (2010, видавець: Seashore Sdn.Bhd)